# بيكا ميكلتادزه
بيكا ميكلتادزه (بالجورجية: ბექა მიქელთაძე) هو لاعب كرة القدم جورجي، من مواليد 26 نوفمبر 1997، يلعب لنادي نيوكاسل يونايتد جتس، ومنتخب جورجيا لكرة القدم.

## روابط خارجية
- بيكا ميكلتادزه على موقع الاتحاد الأوربي (الإنجليزية)
- بيكا ميكلتادزه على موقع رابطة كرة القدم اليابانية للمحترفين (اليابانية)
- بيكا ميكلتادزه على موقع قاعدة بيانات كرة القدم.إي يو (الإنجليزية)
- بيكا ميكلتادزه على موقع ناشيونال فوتبول تيمز (الإنجليزية)
- بيكا ميكلتادزه على موقع Soccerway.com (الإنجليزية)
- بيكا ميكلتادزه على موقع عالم كرة القدم.نت (الإنجليزية)